# Гибель тургруппы Коровиной
Ги́бель тургру́ппы Коро́виной — происшествие на горном хребте Хамар-Дабан 5 августа 1993 года. Группа из семи туристов под руководством Людмилы Коровиной, совершавшая пеший поход, погибла почти в полном составе — выжила только 17-летняя Валентина Уточенко.

## Хронология событий
Туристическая группа была сформирована в турклубе «Азимут», действовавшем при педагогическом училище города Петропавловск в Казахстане. Руководительницей группы была опытная туристка, мастер спорта СССР, 41-летняя Людмила Ивановна Коровина, которая лично отбирала участников похода. Возраст участников составлял от 15 до 24 лет.
Поход проходил в рамках «Туриады» — массовых походов в леса и горы по всей России. Коровина, как уже бывавшая на горном хребте Хамар-Дабан, самостоятельно за полгода до выхода начала разрабатывать маршрут и порядок движения группы, хронометраж, пищевой рацион.
Маршрут начинался от станции Мурино, проходил через Лангутайский перевал, выходил на гребень хребта, ведущий к вершине Хан-Ула (2371м), далее к гольцу Ягельный (2204м), через вершину 2310, также известную, как пик Ретранслятор (название Третранс возникло, судя по всему, в результате ошибки в одном из отчётов о поиске экспедиции, перекочевавшей затем во все более поздние источники), спускался к реке Снежной. Далее через Патовое озеро, через Утулик, через перевал Чертовое озеро выходил к Слюдянке. Всего 210—230 километров. Маршрут был заявлен 3-й категории сложности.
Позднее Валентина Уточенко поясняла, что маршрут тургруппы Коровиной был «страховочным» по отношению к другой тургруппе, у которой была 4-я категория сложности (маршрут пролегал по реке Хара-Мурин к озеру Патовое) и где участницей была 16-летняя дочь Людмилы Коровиной Наталья. С данной группой планировалось встретиться в районе озера Патовое.
Дав на почте станции Мурино телеграмму спасателям о выходе, группа отправилась 2 августа и практически сразу столкнулась с непогодой — сильным дождём, под которым они поднялись на Лангутайский перевал. На перевале туристы остановились и сделали днёвку, после чего продолжили путь под проливным дождем. Группа взошла на вершину Хан-Ула, прошла по хребту и оказалась на водораздельном плато рек Анигта и Байга. Последняя ночёвка группы была у озера Галичье. К вечеру 4 августа, преодолев за эти дни около 70 км, туристы вышли к высоте Третранс, на склоне которой было принято решение заночевать. К утру 5 августа к проливному дождю добавился мокрый снег.

4 августа вышли на перевал Крутой. Сняли записку, оставили свою. Днем спустились вниз. Группа шла по безлесной альпийской зоне. Пищу готовили на примусах. Примерно в 16.00 двигались к высоте Третранс. Прошли 6 км. Сильный дождь, холод. Остановились на высоте без леса, поставили две палатки. В 4 утра порвало растяжки палаток. Поправили. В 6 утра вырвало кол. Спальные мешки мокрые.— Фильм Владимира Жарова «Жду и Верю», данные объяснительной записки Валентины Уточенко
Далее события развивались следующим образом:

5 августа, 10 часов утра. Пришел Крысин, сказал, что они намокли и замерзают. Шел снег, ориентиров не видно. Собрали рюкзаки и стенкой стали спускаться вниз в сторону долины Снежная. Прошли метров 10, стал падать Крысин. Пытались поднимать, он падал снова. Возле него осталась Коровина. Остальным дала команду спускаться вниз. Но почти сразу остановила группу и попросила подняться за ней кому-нибудь. Таня достала тент, и остальные укрылись им. Я поднялась к Коровиной. Глаза у Саши были огромные. Безразличный взгляд. Коровина нащупала пульс и сказала, что сердце не бьется. Попросила утащить Вику вниз. Я повернулась к той, а она меня укусила. Я дотащила её до остальных. Татьяна стала биться головой о камни. Денис спрятался за камни и залез в спальник. Подползла к Коровиной, а та не дышала. Пыталась поднять Тимура. Когда поняла, что никто не двигается, стала спускаться вниз до деревьев. Оделась и легла в спальник, укрылась тентом. Утром поднялась вверх, увидела Таню на камнях, Дениса, Тимура, Вику. Выше — Сашу и Коровину. Никто из них больше не воскрес.— Фильм Владимира Жарова «Жду и Верю», данные объяснительной записки Валентины Уточенко
Валентина, поняв, что нужно выйти к месту возможной встречи с людьми, взяв из рюкзаков погибших еду и карту, прикрыв тела целлофаном, спустилась к реке Анигте, где провела ночь на 7 августа.
На следующий день она наткнулась на заброшенную ретрансляторную вышку на высоте 2 310 метров, где провела ещё одну ночь в полном одиночестве. Наутро, заметив идущие вниз столбы, Валентина в надежде, что они приведут её к людям, двинулась в дорогу. Однако дома, к которым были проведены провода, оказались заброшенными. Вскоре девушка вышла на реку Снежную и отправилась вниз по течению. Здесь ей пришлось ещё раз переночевать, чтобы на следующий день продолжить поиски людей. 9 августа, пройдя 7-8 километров, изможденная, она остановилась и растянула на кустах у воды свой спальник. В это время по реке совершала сплав группа туристов из Киева, которые и подобрали девушку. Украинцы нашли девушку в районе впадения в Снежную притока Зун-Цаган-Чулутай, накормили, дали антибиотики и забрали её с собой.
В свою очередь, вторая тургруппа из Петропавловска, в составе которой была Наталья Коровина (дочь Людмилы), в назначенное время вышла на место встречи — Патовое озеро. При этом стоянку данной группы видели спасатели, которые 5 августа вывозили детей с Хамар-Дабана. Прождав 2 дня, но так и не встретив никого из группы Коровиной, туристы решили, что «коровинцы» не успели к оговоренному времени, поэтому решили продолжить свой поход, ничего не подозревая.
18 августа туристы прибыли в Слюдянку, где сообщили о трагедии спасателям, которые сразу же заказали вертолет для поисковых мероприятий. Тем не менее из-за непогоды поиск с использованием вертолетов начался только 21 августа. На поиски погибших выдвинулась группа спасателей Бурятской поисково-спасательной службы, спасатели из Читы и Гусиноозёрска. При этом поиск осложнялся тем, что вершины, указанной в маршрутной книжке туристической группы под названием Третранс, на карте не было.
По воспоминаниям спасателя Байкальского поисково-спасательного отряда МЧС Владимира Зинова: «Мы знали только точку исхода и нашли место ночёвки. С одной стороны, такое тундровое плато с большими перегибами осложняло поиски. Плюс ко всему постоянно шли дожди, стояли туманы и была низкая облачность. Мы точно знали, что они (погибшие) были прикрыты целлофановой плёнкой и потому искали это пятно с целлофаном, но никак не могли найти».
В это же время в горах Хамар-Дабана велись поиски ещё двоих ребят из Омска. Они пропали без вести 17 августа, о чём спасателям рассказала третья участница группы из Омска, которая самостоятельно добралась до Иркутска, чтобы сообщить о заблудившихся товарищах. Девушка рассказала, что руководитель группы 18-летний Иван Васнев и 18-летняя туристка Ольга Индюкова отправились на разведку и в назначенное время не явились к месту сбора. Подождав сутки, оставшиеся трое туристов из омской группы, оставив на месте записку и продукты, отправилась к людям. Вместе с двумя ребятами из Омска, которых подняли на борт вертолета уже на Снежной, спасатели отправились на поиски заблудившихся.
Васнева и Индюкову удалось найти только 24 августа — они ждали спасения у Снежной, растянув синий полиэтилен на берегу. Взяв их на борт, спасатели отправились домой, но по пути на склоне горы Ретранслятор увидели тела погибших туристов из Петропавловска.
Приземлившимися спасателями было проведено обследование места происшествия. Было обнаружено, что туристы находились на чистом склоне метров на 200—250 по прямой ниже главного хребта, в сторону бассейна реки Снежной. До границы леса оставалось также метров 200—300. Тела туристов лежали на некотором расстоянии друг от друга: первыми лежали Крысин и возле его ног Коровина. Чуть поодаль от них нашли тела Залесовой и Бапанова, также чуть дальше поодиночке лежали Филипенко и Швачкин. Тела всех туристов уже начали разлагаться, глазницы у всех полностью выедены. Трое из погибших были одеты в тонкие трико (Денис, Таня, Вика), при этом двое были босиком (Тимур, Таня)
Тела туристов были погружены на один из двух вертолетов, участвовавших в поисках, и доставлены в Улан-Удэ, где была проведена судебно-медицинская экспертиза причин смерти.

«Когда к нам поступили на исследование шесть трупов туристов, перед экспертизой поставили задачу — определить причину смерти, выявить телесные повреждения, исключить насильственную смерть. Эксперты работали в трех направлениях:
1) установить и доказать как причину смерти общее переохлаждение организма всех трупов;
2) выявить — возможно ли было массовое отравление (недоброкачественные продукты, токсические вещества);
3) механические повреждения.
Прежде всего, мы внимательно изучили условия, при которых произошла эта трагедия. Сразу же определили, что факторами, способствовавшими наступлению смерти, являлись — высокогорье, резко континентальный климат с непредсказуемой погодой. В те дни, когда случилась трагедия, при низкой температуре и сильных осадках, у всех пострадавших была мокрая одежда. Плюс большая физическая нагрузка и кислородное голодание. В таких условиях смерть может наступать быстро. Были случаи, когда при подобных обстоятельствах люди умирали от переохлаждения в течение двух часов».— Интервью Югова Константина М., начальника Бюро судебно-медицинской экспертизы Республики Бурятия
.

«При вскрытии Бапанова и Филипенко были обнаружены признаки общего охлаждения организма. В мышцах, печени отсутствуют питательные вещества, в частности, гликоген. Все это дало основание поставить диагноз и определить причину смерти — действие низкой температуры. Иных повреждений, кроме действий насекомых и личинок мух, обнаружено не было».— Интервью Викторова В. Г., эксперта Бюро судебно-медицинской экспертизы Республики Бурятия
.

«В судебно-гистологической лаборатории было проведена гистологическая экспертиза органов и тканей туристов. Она показала морфологические изменения, характерные для нарушения общего кровообращения и дыхания, которые выразились в полнокровии всех внутренних органов и тканей при общем малокровии в коже и мышцах, кровоизлиянии, так как нарушается проницаемость стенок кровеносных сосудов, и отеки легких. Кроме того, эксперты выявили дистрофические изменения, характерные для белковой дистрофии, во внутренних органах — сердце, печень, почки. Дополнительные гистохимические исследования тканей и печени, тканей сердца у погибших обнаружили полное исчезновение гликогена, которое характерно при общем переохлаждении организма. Гистологическая экспертиза и гистохимические исследования полностью подтвердили диагноз — общее переохлаждение организма, что и явилось причиной смерти туристов. Косвенные нарушения белкового обмена позволяют сказать, что у них были явления белковой дистрофии, возможно даже голодание».— Интервью Улхутуева Г. А., заведующего судебно-гистологической лабораторией
.
В итоге, уголовное дело по факту гибели туристов группы Коровиной не возбуждалось.

## Состав группы
1. Коровина Людмила Ивановна (21 ноября 1951), руководитель группы и турклуба «Азимут»;
2. Филипенко Татьяна Юрьевна (5 января 1969), секретарь Петропавловского педагогического училища, участник турклуба «Азимут», активный участник походов;
3. Крысин Александр Геннадиевич (6 июля 1970), студент МГТУ им. Н. Э. Баумана, в турклубе «Азимут» с 12 лет, активный участник походов, собирался жениться на дочери Коровиной, Наталье, сделав ей предложение незадолго до похода;
4. Швачкин Денис Викторович (23 апреля 1974), участник турклуба «Азимут». Первоначально не рассматривался как участник похода, заменил другого юношу, которого не отпустили родители. В свою очередь, сам ушел в поход без разрешения родителей, которые находились на отдыхе, оставив им только записку: «Поехал в горы, скоро вернусь»;
5. Уточенко Валентина (18 сентября 1975), студентка Петропавловского педагогического училища по двум специальностям — учитель школьного труда и инструктор школьного туризма;
6. Залесова Виктория (23 октября 1976). Первоначально не рассматривалась как участник похода, поскольку ранее в другом походе с Л. И. Коровиной показала свою неготовность к физическим и моральным нагрузкам. Взята в поход по настоянию своей матери, лично уговорившей Коровину.
7. Бапанов Тимур Балгабаевич (15 июля 1978), вырос в семье туристов-походников, активный участник турпоходов.

По признанию Валентины Уточенко, члены группы не являлись близкими друзьями, но как члены турклуба или любители походов, хорошо знали друг друга. Так, почти в том же составе в 1992 году группа была в походе в горах Тянь-Шаня.

## Версии гибели тургруппы

### Общее переохлаждение и ошибки руководителя тургруппы
Официальной причиной смерти Коровиной и молодых людей было объявлено переохлаждение.
Также в гибели туристов считают виновной руководителя группы Л. И. Коровину.

Я знал ее задолго до этого случая. Очень красивая, волевая, спортивная. Как-то раз пересеклись с ней на севере Байкала в Хакусах (зима 1982 года). Людмила с двумя мальчишками, лет 16—17 на вид, спустилась с гор в наш лагерь. Ребята выглядели слишком изможденными. Один из них даже топор не мог поднять, чтобы дрова наколоть. Мы дали им чай, хлеб. Они набросились так, словно никогда ничего не ели. Коровина сказала, что практикует школу выживания. Когда группа идет в поход с минимумом еды и одежды. Так якобы она их воспитывала, чтобы были готовы к непредвиденным ситуациям. Я возмутился. Это же подростки! И тогда, в 93-м, мы нашли последнюю стоянку группы, где они завтракали. Так вот на этом месте мы нашли одну пустую банку из-под тушенки. Холод, дождь, снег пробрасывает, а Коровина, выходит, распорядилась одну банку тушенки на семерых разделить. Я думал: может быть, обертки от конфет или шоколада найду. Ничего! Вот так они и ели — по чуть-чуть. Неудивительно, что все разом умерли. Организмы истощились.— Из интервью с Голиусом Юрием Евгеньевичем, заместителем начальника поисково-спасательной службы Республики Бурятия
При этом спасатели полагают, что Л. И. Коровина, практикуя экстрим-туризм, сознательно нагнетала высокий темп похода, желая выйти на встречу с группой дочери строго в назначенное время. Именно поэтому уставшие туристы решили разбить палатку на склоне горной вершины, легко продуваемом месте, а не спускаться к лесу. Всё вместе это привело к трагедии, которая разыгралась утром 5 августа.
В фильме-расследовании «Жду и верю» турист-исследователь Владимир Жаров приводит данные маршрутной книжки тургруппы Коровиной, из которой следовало, что на каждый день приходилось 510 г продуктов на человека, что при низкой температуре, которая была в те дни (до +5°), позволяло только надеть рюкзак и обогреться. На движение калорий уже не хватало, и у туристов должен был чувствоваться постоянный энергодефицит.
Усугубил ситуацию и тот факт, что спасатели так и не получали телеграмм о выходе петропавловских групп на маршрут, отправленных со станции Мурино 2 августа.

### Инфразвук
Среди причин гибели предполагается влияние инфразвука.

Если взять верхушку двух соседних гор и провести прямую между ними, то вдоль самого хребта при скорости ветра порядка 15 метров в секунду проходит порядка 60 тонн воздуха в секунду. Я считаю, это наиболее вероятный источник этого инфразвука— Из интервью с туристом Владимиром Борзенковым
Аналогичной точки зрения придерживается участник поисковой операции из Петропавловска Николай Федоров.

Наше предположение — шел антициклон и был сильный ветер. Начались магнитные колебания, в движение пришли огромные потоки воздуха, которые создали инфразвук, и он мог подействовать на психику. Отдельные скалы под сильным ветром могут становиться инфразвуковым генератором огромной мощности, что вызывает у человека состояние паники, безотчетного ужаса. Со слов девочки, которая выжила, — ее друзья вели себя беспокойно, речь была сбивчивой.— Из интервью с туристом Николаем Федоровым

### Отравление озоном
Данной версии придерживается турист Евгений Ольховский, участник ряда совместных походов с Л. И. Коровиной. Он считает, что ребята попали в высокую концентрацию озона, вызванную сильным грозовым фронтом, из-за чего организм и не выдержал.

### Отравление химическими веществами
Врач-травматолог из Челябинской области Николай Тарасов считает, что группа попала под воздействие паров серной кислоты. Ядовитый выброс из-за температурной инверсии не рассеялся, а перенесся на большое расстояние, а потом вместе с осадками образовал большое зараженное пространство. У Крысина шла пена и кровь изо рта, что является характерными признаками ингаляционного отравления. Пары серной кислоты могло принести из Китая, что возможно при пренебрежении правилами безопасности при промышленном производстве.

## Память
Тела погибших туристов были привезены в Петропавловск в цинковых гробах для захоронения. Все члены тургруппы похоронены 31 августа на Новопавловском кладбище.
В 1995 году друзьями погибших был установлен памятный обелиск на месте трагедии с именами туристов.